# Abadía de Akbés
La Trapa de Cheikhlé (Trappe de Cheikhlé), también llamada Trapa del Sagrado Corazón (Trappe du Sacré-Cœur) o Nuestra Señora del Sagrado Corazón (Notre-Dame du Sacré-Cœur) en Cheikhlé, fue un monasterio trapense situado en las proximidades de Akbés, cerca de Alejandreta, en la actual Turquía, fundado en 1881. Luego de hostigamientos sucesivos por parte de los turcos, fue destruido finalmente en 1920, poco después del genocidio armenio.

## Historia

### Fundación
Debido a la posibilidad de una expulsión de los monjes trapenses de la Trapa de Nuestra Señora de las Nieves (situados en Saint-Laurent-les-Bains en Ardèche) en 1879-1880, Dom Policarpo Marthoud, abad de Nuestra Señora de las Nieves, llegó en Siria en junio de 1881 después de haber visitado Egipto y el Líbano. Compró una propiedad en Cheikhlé y fundó la Trapa de Nuestra Señora del Sagrado Corazón en las montañas de Amanus (hoy, montañas Nur o Gâvur), en la provincia de Alepo en la actual Siria, cerca de la pequeña ciudad de Akbès. En 1882, veinticinco monjes llegaron a Cheikhlé.

### Carlos de Foucauld en Cheikhlé
Las fundaciones de la Trapa del Sagrado Corazón de Cheikhlé cerca de Akbés, fueron aprobadas por el capítulo general en 1883. En 1894, Don Luis Gonzaga Martin, prior de Akbés, fue nombrado abad de la Trapa de Staouéli, que se convirtió en la abadía madre, mientras que la Trapa del Sagrado Corazón de Cheikhlé pasó a ser dependiente de ésta.
El hermano Carlos de Foucauld permaneció en la Trapa de Cheikhlé en el año 1890 e hizo su profesión simple el 2 de febrero de 1892. Él se ocuparía de los huérfanos armenios, resultantes de las masacres hamidianas, y señaló explícitamente "los horrores que han ocurrido en estas comarcas" (Carta de Foucauld al P. Havelin) en referencia a dichas masacres.

### Destrucción del monasterio
El monasterio fue amenazado por los turcos musulmanes en 1893, en 1895, y posteriormente en 1909. En 1915, durante el genocidio armenio, fue abandonado y finalmente destruido en 1920. En 1926, se declaró el monasterio oficialmente suprimido. De él, se recuerda particularmente el paso de Carlos de Foucauld, quien fue beatificado por la Iglesia católica el 13 de noviembre de 2005.